# Sin título (pintura de cráneo de Basquiat de 1982)
Sin título es una pintura creada por el artista estadounidense Jean-Michel Basquiat en 1982. La obra de arte, que representa un cráneo, se encuentra entre las pinturas más caras de la historia. En mayo de 2017 se vendió por 110,5 millones de dólares en Sotheby's, el precio más alto jamás pagado en una subasta por obras de arte de un artista estadounidense en una venta pública. Posteriormente ese récord lo superó Shot Marilyns de Andy Warhol, que se vendió por 195 millones de dólares en mayo de 2022.

## Historia
Sin título fue realizada por Jean-Michel Basquiat en 1982, que es considerado su año más importante. La mayoría de las pinturas de Basquiat más valuadas y vendidas en subasta datan de 1982. Sin título representa una calavera, compuesta por pinceladas negras con detalles rojos, amarillos y blancos sobre un fondo azul. Originalmente se vendió en 1982 por $4,000 dólares. Era propiedad de la Annina Nosei Gallery en Nueva York, luego lo poseyó  Phoebe Chason, quien posteriormente se lo vendió a Alexander F. Milliken en 1982. No se había mostrado en público desde que se vendió en la casa de subastas Christie's a Emily y Jerry Spiegel por 19 000 dólares en 1984.
En mayo de 2017, la pintura se subastó en Sotheby's al empresario y coleccionista de arte japonés Yusaku Maezawa por 110,5 millones de dólares, lo que superó con creces la estimación previa de 60 millones de dólares. Basquiat, que tenía 21 años cuando pintó Sin título, es el artista más joven en eclipsar la marca de los 100 millones de dólares. También es la primera obra realizada después de 1980 que se vende por más de 100 millones de dólares. La obra superó el récord de subasta de 105 millones de dólares de Silver Car Crash (Double Disaster) (1963) de Andy Warhol, y se convirtió en la sexta obra más cara jamás subastada. El récord anterior de Basquiat fue de 57,3 millones de dólares por Sin título (1982), una pintura de un demonio, también comprada por Maezawa.

## Exposiciones
Sin título se exhibió para la exposición colectiva Fast en Alexander F. Milliken Inc. en Nueva York, de junio a julio de 1982. Después de que Yusaku Maezawa comprara la pintura, la prestó al Museo de Brooklyn y al Museo de Arte de Seattle en 2018. Maezawa planea abrir un museo de arte contemporáneo en su ciudad natal de Chiba, Japón, que albergará la pintura con el resto de su colección de arte. Sin título estuvo en exhibición para la exposición de Jean-Michel Basquiat en la Fundación Brant en Nueva York, de marzo a mayo de 2019.